# Tomasz Dolabella

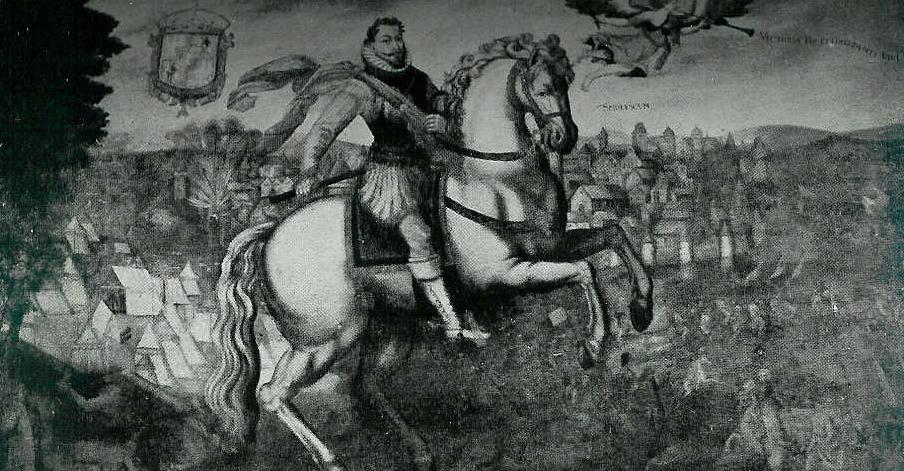
„Portret konny Zygmunta III Wazy na tle oblężenia Smoleńska” (kopia zaginionego lub zniszczonego obrazu z Zamku Królewskiego w Warszawie), Kraków, Zamek Królewski na Wawelu – Państwowe Zbiory Sztuki

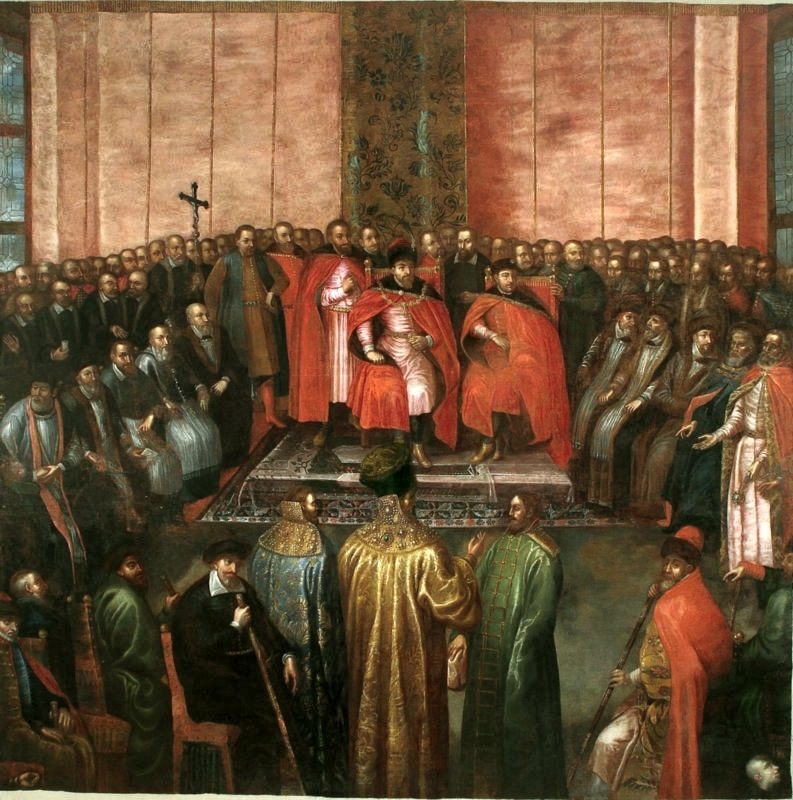
Carowie Szujscy przed królem Zygmuntem III w roku 1611 (kopia zaginionego lub zniszczonego obrazu z Zamku Królewskiego w Warszawie), Podhorce, Muzeum Historyczne we Lwowie

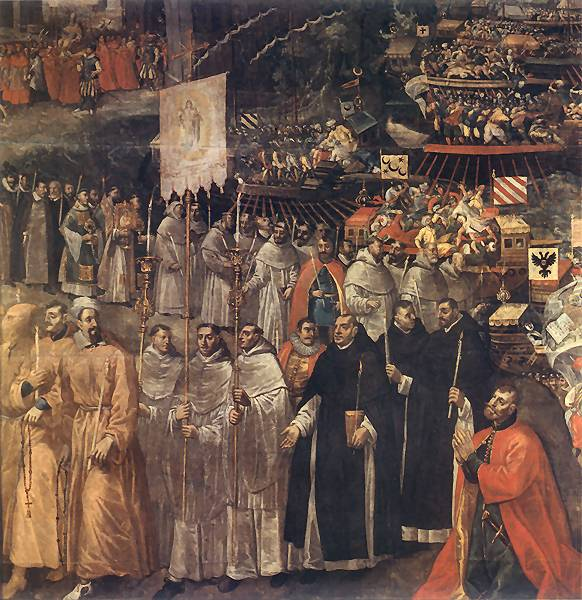
„Procesja polska” - fragment Bitwy pod Lepanto (1632), Kraków, Zamek Królewski na Wawelu – Państwowe Zbiory Sztuki

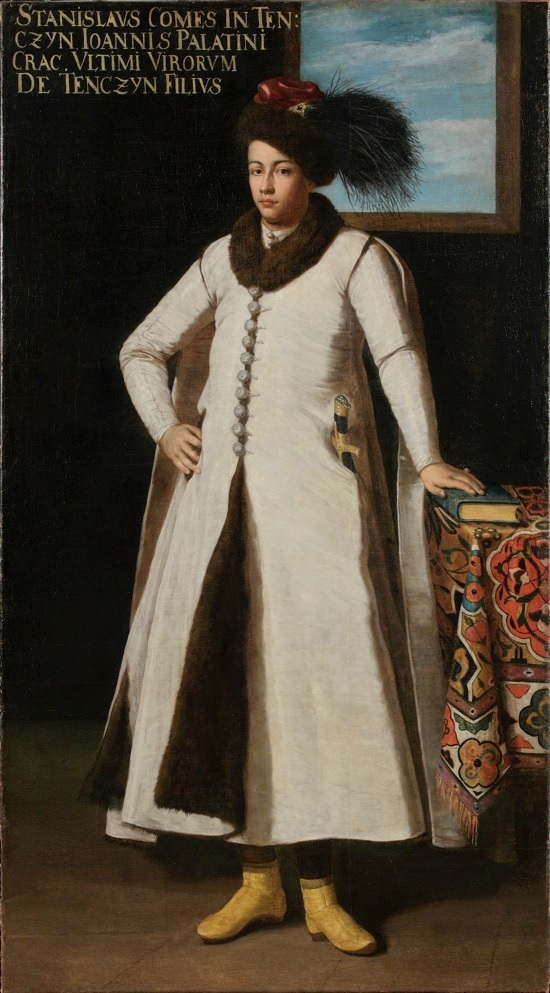
Portret Stanisława Tęczyńskiego (1633-34), Kraków, Zamek Królewski na Wawelu – Państwowe Zbiory Sztuki

Tomasz Dolabella, Tommaso Dolabella (ur. ok. 1570 w Belluno, zm. 17 stycznia 1650 w Krakowie) – włoski malarz, jeden z głównych twórców malarstwa barokowego w Polsce.

## Życie i twórczość w Polsce
Od około 1600 działał w Polsce, na zlecenie m.in. Zygmunta III Wazy i Władysława IV Wazy oraz Jana II Kazimierza Wazy.
Prawdopodobnie był synem Nicola, malarza z Belluno. Około 1585 przeniósł się do Wenecji gdzie został uczniem i pomocnikiem greckiego malarza Antonio Vassilacchiego, zwanego też Aliense. Razem z Aliense pracował nad dekoracjami ściennymi w weneckim kościele Santi Apostoli (kościół Świętych Apostołów). Brał również udział w dekoracji Pałacu Dożów w Wenecji. W 1592 wykonał tam swoje pierwsze samodzielne dzieło, malowidło plafonowe na sklepieniu Sali Senatu, Doża Pasquale Cicogna adorujący najświętszy Sakrament. Dzieło o złożonej kompozycji, pełne symboli, w duchu weneckiego manieryzmu. W latach 1592–1594 warsztat Aliense wykonał 10 obrazów z wydarzeń z życia Chrystusa dla benedyktynów z Perugii (bazylika Świętego Piotra). Pierwsze z tych obrazów zostały wykonane w Wenecji, reszta w Perugii, gdzie Aliense i Dolabella przebywali na początku 1594 roku: niektóre zostały podpisane przez Vassilacchiego a dzieł Dolabelli doszukuje się wśród tych niepodpisanych, dwa z nich to Wjazd Jezusa do Jerozolimy i Wskrzeszenie Łazarza, w których można znaleźć wiele podobieństw do dzieł wykonanych przez Dolabellę w Krakowie. Przypisuje się mu również obraz Biczowanie Chrystusa (Seminario Gregoriano w Belluno).
Sprowadzony do Krakowa przez króla Zygmunta III Wazę osiadł tam na stałe, ożenił się i spolonizował, co znalazło odbicie w jego malarstwie wiernie odtwarzającym polskie obyczaje, stroje. Żona malarza, Agnieszka Piotrkowczyk, była jego uczennicą i malarką, malarkami były także ich córki.
Pojawienie się mistrza Tomasza w Polsce było wynikiem różnych okoliczności, na które złożyły się m.in. upadek malarstwa polskiego ostatniej ćw. XVI w., artystyczne poczynania króla Zygmunta III, a wreszcie zacieśniające się coraz bardziej stosunki polityczne i kulturalne między Polską a państwem weneckim.
Po przeniesieniu stolicy do Warszawy pozostał w Krakowie.
Zaczął malować sceny religijne na zamówienia krakowskich klasztorów (np. jezuitów, franciszkanów, cystersów w Mogile) i katedry wawelskiej. Od 1618 pracował na potrzeby dominikanów w Krakowie (zachowane obrazy w refektarzu 1618-1622 i w kaplicy św. Jacka 1619-1625). Jednocześnie wykonywał zlecenia innych klasztorów np. dominikanów z Poznania czy kanoników regularnych z krakowskiego Kazimierza i Kraśnika. Po elekcji Władysława IV ponownie nawiązał kontakt z dworem, wykonując w 1632-1633 na zlecenie króla obrazy z życia św. Władysława do kościoła kamedułów na Bielanach pod Krakowem. W okresie 1640–1642 na zamówienie biskupa J. Zadzika malował w pałacu biskupów w Kielcach plafony o tematyce historycznej. Malował także liczne portrety (np. biskupów Zadzika czy Szyszkowskiego).
Jego dzieła malarskie głównie o tematyce historycznej, batalistycznej oraz alegoryczne, które znajdowały się na Wawelu uległy zniszczeniu. Znajdujący się tam obraz „Bitwa pod Lepanto” pochodzi z poznańskiego kościoła dominikanów. Przetrwały jednak jego dzieła w kościołach Dominikanów i Bożego Ciała w Krakowie oraz w krakowskim kościele Kamedułów na Bielanach, jak również w kościele kanoników w Kraśniku oraz kościele dominikanów w Lublinie. Dziełem jego warsztatu są plafony w Pałacu Biskupów Krakowskich w Kielcach, a także obraz Przeniesienie relikwii św. Pawła Pierwszego Pustelnika z Wenecji do Budy w klasztorze Jasna Góra w Częstochowie.
Twórczość Tomasza Dolabelli miała ogromny wpływ na polskie malarstwo, które czerpało wzory z malarstwa weneckiego w zakresie podstawowych rozwiązań stosowanych w malarstwie nowożytnym jak: operowanie kolorem, światłem, budowanie kompozycji wielopostaciowych, tworzenie iluzji przestrzennej. Przeszczepił do Polski styl mistrzów późnego renesansu weneckiego (Veronesego, Tintoretta, J. Bassana), zainicjował wielkie kompozycje wielopostaciowe i przyspieszył odrzucenie techniki tempery na desce na rzecz oleju na płótnie.
Wiele jego prac zostało zniszczonych w pożarze Krakowa w 1850, inne znów przez wadliwe przemalowania w XVIII i XIX w. Z powodu nadmiaru zamówień wiele obrazów wykonywali jego uczniowie (np. malowidła z życia św. Romualda u podkrakowskich kamedułów powstałe po 1643, czy feretron z około 1698, pierwotnie znajdujący się w kościele św. Mikołaja z Bączala Dolnego, obecnie w Muzeum Diecezjalnym w Rzeszowie).
Obraz „Triumf Żółkiewskiego prowadzącego jeńców kłuszyńskich” został spalony na polecenie cara Piotra I.

## Praca dla kościoła i klasztoru oo. Dominikanów
Refektarz.

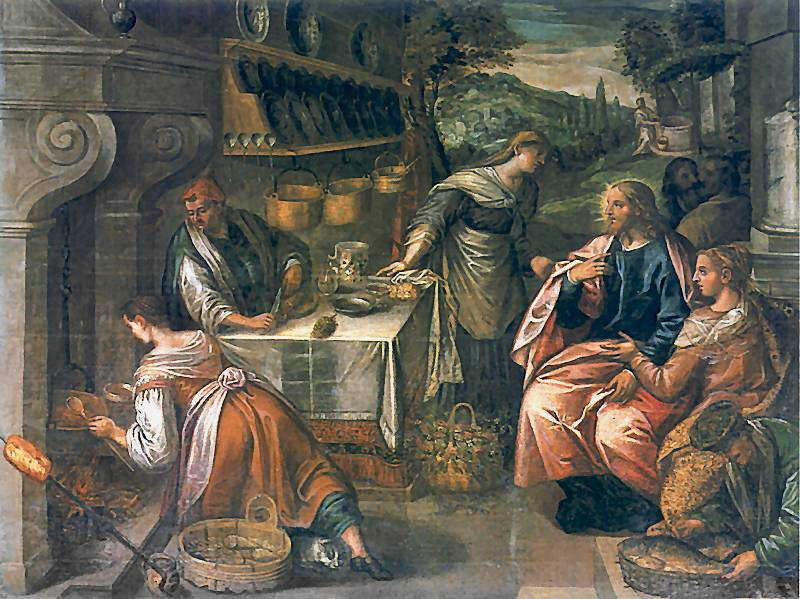
„Chrystus u Marii i Marty”

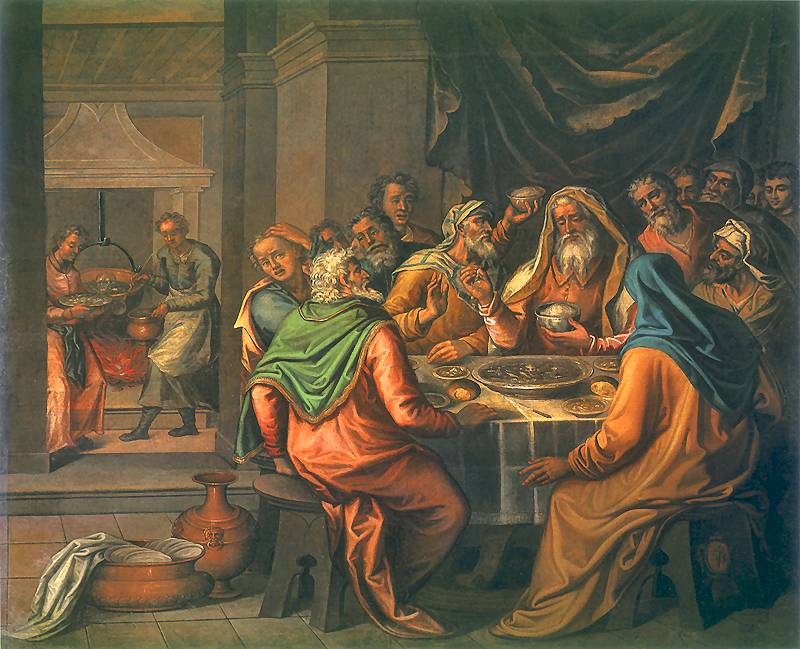
„Uczta Melchizedecha z Abrahamem”

W kościele Dominikanów w refektarzu klasztornym według źródeł miało znajdować się dziesięć obrazów, z których zachowało się tylko sześć. Są to: „Cudowny połów ryb”, „Aniołowie karmiący św. Dominika”, „Uczta Abrahama z Malchizedechem”, „Chrystus u Marii i Marty”, „Pustelnicy Paweł i Antoni”, „Cudowne rozmnożenie chleba i ryb”, „Uczta u Szymona”.
„Gody w Kanie Galilejskiej” przeniesiono do kościoła i powieszono nad schodami prowadzącymi do kaplicy św. Jacka. Obok tego obrazu wisi „Ostatnia Wieczerza”.
Jeśli chodzi o sprawę autorstwa, to potwierdzenie archiwalne mamy tylko w odniesieniu do „Godów w Kanie Galilejskiej” i „Cudownego rozmnożenia chleba”. Co do pozostałych nie ma pewności czy przed restauracja posiadały sygnatury autorskie.
Władysław Tomkiewicz twierdzi, że artysta prace zaczął od kompozycji największych, gdyż posiadają one najstaranniejsze wykonanie i charakteryzują się największa ilością elementów malarstwa weneckiego a w kolorze są najbardziej veronesowskie („Gody w Kanie Galilejskiej”, „Ostatnia Wieczerza” i „Cudowne rozmnożenie chleba”). Natomiast pozostałe obrazy, mniej więcej jednakowych rozmiarów, robią wrażenie dzieł późniejszych, wykonanych dla zapełnienia pustych ścian refektarza.
- „Gody w Kanie” (ok 300x590 cm), obraz robi wrażenie nie przemalowanego. Autorstwo Dolabelli potwierdzone jest archiwalnie. Praca przedstawia scenę uczty biblijnej gdzie autor gromadzi około stu postaci, z których pierwszoplanowe dochodzą do połowy wielkości naturalnej człowieka. Artysta stwarza perspektywę horyzontalną. Dolabella zapewne posługiwał się graficznymi kopiami wielkich mistrzów, toteż i w „Godach w Kanie” spotkać można niektóre postacie zaczerpnięte z Tintoretta.
- „Ostatnia Wieczerza” ma podobne rozmiary i powstała pod wpływem obrazu o takim samym tytule Tintoretta. Przemalowany lecz mimo tych zniekształceń ma wyraźne cechy dolabellowskie. Zapewne malowidło powstało jako pendant do pierwszego i zawieszone było pierwotnie na przeciwległej ścianie refektarza.
- „Cudowne rozmnożenie chleba” potwierdzone jest archiwalnie. Malowidło składa się jakby z dwóch części: pierwszoplanowej grupy złożonej z Chrystusa i uczniów, oraz ze zwartych i ruchliwych tłumów, cofniętych na dalszy plan. Dalekie tło stanowi błękitnawa panorama miasta, w której można dopatrzyć się trawestacji Krakowa. Cała kolorystyka zapożyczona jest od Tintoretta. Kompozycja i fragmenty przypominają najbardziej dzieła tegoż artysty, a mianowicie jego cykl związany z dziejami Mojżesza.
- Niewątpliwe jednym z wcześniejszych i cenniejszych obrazów dominikańskich Dolabelli jest „Uczta w domu Szymona”, znajdująca się obecnie z refektarza do kaplicy św. Magdaleny. Prawdopodobnie obraz został przeniesiony na mniejszą ścianę i w związku z tym przycięty od dołu, a może także od góry, co zniszczyło sygnaturę. Obraz ten wiąże się ściśle z twórczością Veronesego, przywodząc na myśl jego „Ucztę u Szymona” z mediolańskiej Brery.

Pozostałe obrazy refektarzowe odznaczają się o wiele niższym poziomem i robią wrażenie prac malowanych w pospiechu. Cechuje je na ogół niestaranne wykończenie głów, słabsza inwencja kompozytorska, a wreszcie mierny koloryt, co może być wynikiem przemalowań i sczernień powierzchni. Najlepszy, a przy tym najmniej przemalowany jest „Cudowny połów ryb”. Malarz w sposób symultaniczny pokazał trzy kolejno rozgrywające się sceny: połów ryb, Piotra i Jana idących ku mistrzowi, aż wreszcie Chrystusa w otoczeniu uczniów siedzących nad ogniskiem, na którym pieką się ryby. Tło obrazu stanowi jezioro i fantastyczne wzgórza rysowane na sposób wenecki. Obraz pochodzi zapewne z późniejszego okresu twórczości Dolabelli.
- „Św. Antoni w gościnie u Pawła pustelnika” jest obrazem bardzo zniszczonym i ciemnym. Typy starców nie są zaczerpnięte z Tintoretta a raczej są reminiscencją własnych postaci autora z jego malowidła z Pałacu Dożów. Natomiast tintorettowski jest pejzaż fantastyczny, który dość ważną rolę odegra w późniejszych pracach artysty.

- „Chrystus u Marii i Marty” jest najsłabszym, a raczej najmniej samodzielnym dziełem Tomasza, gdyż pomijając szczegóły, stanowi niemal dosłowne, choć odwrócone powtórzenie takiegoż malowidła Francesca Bassano ze zbiorów florenckich.

- Obraz przedstawiający „Aniołów karmiących św. Dominika i jego uczniów” był wielokrotnie przemalowywany. Natomiast pewne zastrzeżenia budzi „Uczta Melchizedecha z Abramem”. Postacie nie przypominają znanych głów dolabellowskich. Jedynie układ fałd wskazuje na rękę artysty i stosowny przezeń zwyczaj oznaczania obrazu herbem fundatora.
- W korytarzu klasztornym znajduje się obecnie „Wyjście Żydów z Egiptu”. Malowidło przedstawia moment, w którym Żydzi zdecydowawszy się na ucieczkę, przerywają biesiadę i pakują kosztowne rzeczy do worków. Gwałtowność ruchów, żywa gestykulacja, wydłużenie postaci, wszystko to przypomina późniejszą manierę Tintoretta. Twarze zróżnicowane pośród których występują rysy semickie i sarmackie.

Kaplica św. Jacka.
Rzekoma cela św. Jacka Odrowąża już za czasów Zygmunta I zamieniona była na kaplicę. W 1619 roku przeor Erazm zawarł z Dolabellą umowy na wykonanie dekoracji malarskich.
Nie wiadomo jak przedstawiał się cały zespół dekoracji wykonanych w kaplicy św. Jacka przez serwitora królewskiego. Pewne jest, że ozdobił ją przynajmniej jedenastoma obrazami olejnymi wykonanymi na płótnie (częściowo i na desce), z których do dziś zachowało się dziesięć w stanie możliwym.
Do naszych czasów przechowały się dwa większe obrazy ze scenami z życia św. Jacka, umieszczone we wnękach północnej i południowej ściany, trzy malowidła lunetowe oraz pięć wertykalnych postaci aniołów, wmontowanych w wąskie przestrzenie międzypilastrowe.
- Legenda głosiła, że Jacek poświęcając się pracy misyjnej spędził szereg lat w Prusach, na Litwie, w i Inflantach, Rusi Kijowskiej oraz w krajach tatarskich, nawracając na katolicyzm. Obraz ”Św. Jacek nawracający pogan” jest związany właśnie z tą legendą.

Obraz drugi, słabszy kompozycyjnie, związany jest z inna opowieścią, która głosiła, jak to Jacek wypędził diabła z drzewa a uciekającego bił kijem. Artysta przedstawił tę scenę symultanicznie, pokazując jednocześnie scenę wypędzenia (na pierwszym planie) oraz ścigania go z kijem. Ponieważ Dolabella lubował się w przedstawianiu tłumów i tu scenie przypatruje się gawiedź. Następuje tu zmiana stylowa w twórczości artysty, która występuje równolegle ze starą, a która zwycięży w późniejszym okresie jego działań artystycznych. Charakteryzuje się ona przede wszystkim odejściem od ciepłej tonacji barwnej Veronesego, na rzecz raczej światłocienia i plam kolorystycznych. Oba malowidła maja tonacje ciemnozielona, wynikającą z kolorytu pejzażu, któremu artysta poświęca teraz więcej uwagi. Spotykamy już wyraźnie wydłużone postacie męskie o bardzo wysokich taliach, zaczerpnięte od Tintoretta lub nawet El Greca. W zetknięciu się z tematyką polską, a zapewne i z gustami odbiorców, przestaje być Dolabella epigonem sztuki, stając coraz mocniej na gruncie „sarmatyzmu”.

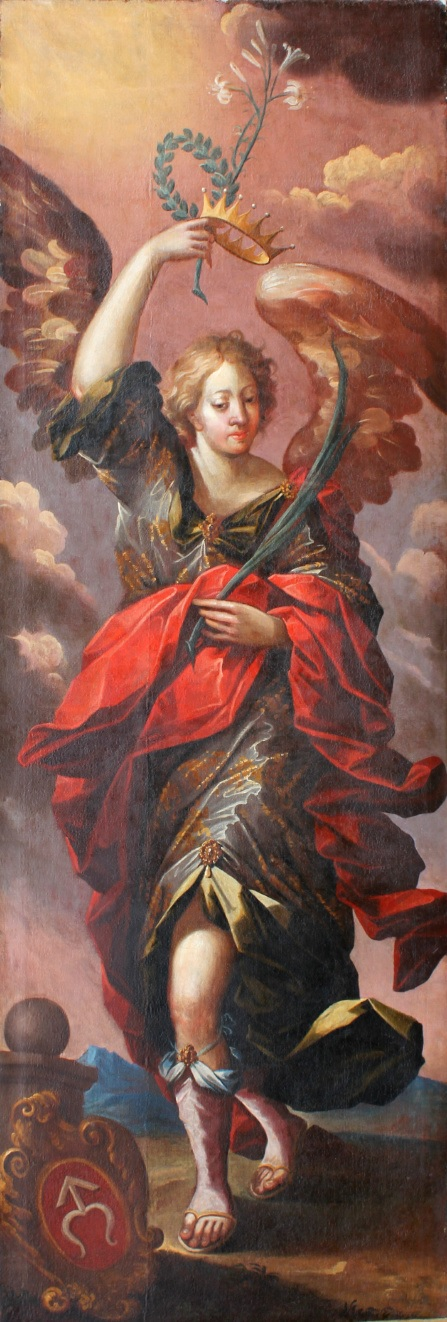
„Anioł I”

- Malowidła lunetowe i postacie aniołów są inaczej malowane i wiążą się raczej ze starszą maniera artysty. Nad sceną „Nawracania pogan” znajduje się malowidło lunetowe przedstawiające „Madonnę ukazującą się św. Jackowi”. Dolabella przedstawił na sposób włoski rozsuwające się obłoki, zza których ukazuje się postać Marii z Dzieciątkiem na ręku, a bijąca od niej jasność rozświetla habit świętego w mrokach kościoła. Malowidło to jest staranniej wykonane od innych, zasługuje na szczególną uwagę, gdyż w prawym dolnym rogu umieścił artysta popiersie mężczyzny odwróconego ku widzowi. Dość pełna, smagła twarz pięćdziesięcioparoletniego mężczyzny z zarostem o oczach wypukłych, wskazujących na gwałtowność charakteru, ubiór czarny, wenecki. Znając zwyczaj Dolabelli umieszczania w niektórych obrazach własnej podobizny w prawym narożniku, możemy przypuszczać, że mamy do czynienia z autoportretem.

- Dwie pozostałe lunety przedstawiają rzekomo św. Czesława i św. Jacka uzdrawiającego ślepe dzieci przywiezione na wózku. Obraz przemalowany.

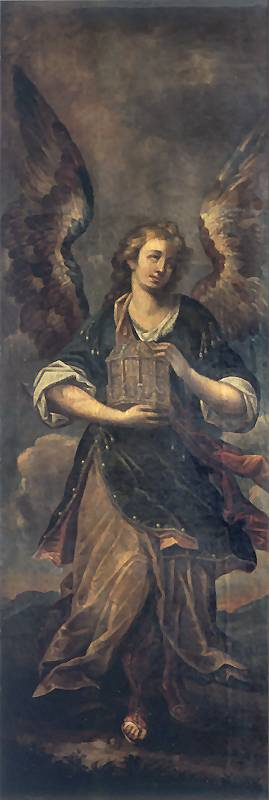
„Anioł II”

Postacie aniołów mimo późniejszych restauracji należą do cenniejszych prac Dolabelli. Zespół ten otwiera zapewne „Anioł I” dzierżący w ręku emblematy świętego: koronę, wieniec i lilie, a u stóp mający tarcze herbową z Odrowążem. Jego odpowiednikiem jest „Anioł II” z relikwiarzem z głową świętego. „Anioł III” z relikwiarzem w kształcie ręki, różni się od poprzednich postawą i typem fizjonomicznym (bardziej krępa budowa, posiadające coś z kobiecości rysy twarzy).
Dwaj pozostali aniołowie są malowani na znacznie węższych płótnach, sprawiając wrażenie obciętych i dostosowanych później do szerokości ścian. Obaj trzymają w rękach tuby oplecione gałązkami wawrzynu.
Zespół anielski jest wyraźnym echem malarstwa weneckiego, co widać zarówno w ciepłej na ogół tonacji barwnej, jak i w ruchu postaci przypominających anioły ze „Zwiastowania” mistrza Paola.

Inne obrazy dominikańskie.
W kościele dominikańskim, poza wyżej wymienionymi, znajduje się ponadto kilka luźnych obrazów ocalałych z pożaru, które zdają się być dziełami Dolabelli, a przynajmniej jego warsztatu.
Należą do nich obraz przedstawiający jeszcze jedna wersje Wizji św. Jacka, „Ostatnia Wieczerza”, która wisi nad drzwiami do zakrystii prawdopodobnie wykonany przez warsztat artysty. Wreszcie w kaplicy św. Tomasza znajduje się obraz „Szkoła Tomasza z Akwinu”. Postaci są typowo dolabellowskie, żywo przypominają ludzi z „Bitwy pod Lepanto” czy cyklu św. Władysława. „Bitwa pod Lepanto” związana jest ściśle z akcją dominikanów w Krakowie. Jest to obraz oparty na wzorach włoskich, a w szczególności na grafice weneckiej. Jednakże malarz nie poprzestał na odtworzeniu samej bitwy i połączył ją z procesją krakowską.